# Esther Barugel
Esther Barugel (Buenos Aires, 1917 - Buenos Aires, 22 de julio de 2007) fue una escultora y pintora argentina, considerada una de las más importantes del país.

## Biografía
Esther Barugel nació en el seno de una familia judía que había emigrado a la Argentina.
Se casó Nicolás Rubió, un joven de familia de refugiados republicanos catalanes que pasó su adolescencia, de 10 a 20 años, en Francia, cerca de Ytrac, en Cantal. En 1948, la familia emigró a Argentina, donde conoció a Esther.
Inicialmente se formó como música. Luego se dedicó a la escultura; fue alumna del escultor Libero Badii. Inicialmente se inspiró en las artes populares de Argentina, así como en el arte precolombino. A lo largo de su vida trabajó con distintos materiales, como la madera , el mármol y la piedra, aunque el material con el que se destacó fue el bronce. Esther desde 1960 mostró sus obras en las galerías más prestigiosas de Buenos Aires y desde 1985 expuso también con regularidad en Francia. Muchas de sus obras tratan sobre homenajes, como los pequeños bomberos que fallecieron en Puerto Madryn en 1994.
Con su marido se interesó por el fileteado, un arte popular y estilo decorativo muy colorido propio de la cultura porteña del siglo xx. Para ello recorrió la ciudad de Buenos Aires, y especialmente el Mercado de Abasto donde se sumergió en el universo de los fileteados de carros y camiones. Estudiaron detenidamente su génesis y características y en 1970 organizaron la primera exposición de fileteado en la galería Wildenstein de Buenos Aires; contribuyendo así a su reconocimiento como una forma artística digna de interés. Luego descubre la obra del narrador Henri Pourrat que la inspirará durante el último período de su actividad como artista.

## Publicaciones
- Esther Barugel, Los maestros fileteadores de Buenos Aires, Buenos Aires, Fondo Nacional de las Artes, 1994 (reimpresión. 2ª ed., 2005), 1ª ed. (ISBN 950-9807-04-4).
- Esther Barugel, El filete porteño, Buenos Aires, Maizal Ediciones, 2004 (ISBN 987-9479-20-3).